# Imenje, Moravče
Imenje este o localitate din comuna Moravče, Slovenia, cu o populație de 97 de locuitori.